# Dahlia (dal)
A Dahlia az X Japan japán heavymetal-együttes 13. kislemeze, mely 1996. február 26-án jelent meg az Atlantic Records kiadásában és az azonos című album címadó dala. A kislemez első volt az Oricon slágerlistáján és 8. hétig szerepelt rajta. 1993 márciusában platinalemez lett.

## Háttér
A dal Yoshiki egyik utolsó jellegzetes, a speed metalt szimfonikus metallal ötvöző szerzeménye. A dal címe mozaikszó, a dalszövegből kiolvasható: „destiny, alive, heaven, love, innocence, always, destroy, aftermath, hell, life, infinite” (végzet, életben lenni, mennyország, szeretet, ártatlanság, örökké, elpusztítani, következmények, pokol, élet, végtelenség).
A kislemez kétféle borítóval jelent meg. A B oldalon a Tears című daluk koncertfelvétele hallható, melyet az 1993. december 30-i Tokyo Dome-fellépésükön rögzítettek.

## Számlista
Az összes szám szerzője Yoshiki (2. szám dalszövege Siratori Hitomi néven). 
| #  | Cím                                 | Hossz |
| -- | ----------------------------------- | ----- |
| 1. | Dahlia                              | 7:59  |
| 2. | Tears ('93 Tokyo Dome Live Version) | 8:00  |

## Közreműködők
- Társproducer: X Japan
- Zenekari hangszerelés: Yoshiki, Dick Marx, Shelly Berg
- Kotta: Tom Halm
- Zenekar: American Symphony Orchestra
- Keverés: Szugijama Júdzsi (杉山勇司)
- Mérnökasszisztensek: Tal Miller, Brad Haehnel, Szaitó Takaoki, Cappy Japngie
- Felvétel: Rich Breen, Mike Ging
- Maszterelés: Stephen Marcussen (Precision Studio)

## Fordítás
Ez a szócikk részben vagy egészben  a   Dahlia (song) című angol Wikipédia-szócikk fordításán alapul.  Az eredeti cikk szerkesztőit annak laptörténete sorolja fel. Ez a jelzés csupán a megfogalmazás eredetét és a szerzői jogokat jelzi, nem szolgál a cikkben szereplő információk forrásmegjelöléseként.